# Третя дружина мулли
«Третя дружина мулли» — радянський німий чорно-білий художній фільм 1928 року. Картина не збереглася. Останній фільм в режисерській практиці В'ячеслава Вісковського, який до 1917 року поставив близько 50 ігрових картин. Фільм засновано на реальних подіях — історії вчительки-татарки Абесси Аюкаєвої, її подруги Ніни Тіх і комсомольця Миколи Земскова. Сценарій написано за темою Люсі Сквайєр-Вільямс, дружини американського журналіста і письменника Альберта Ріса Вільямса, вона ж цю тему взяла з сюжету самодіяльного спектаклю драмгуртка Хвалинського педтехнікуму поставленого в 1925 році самими студентами про життя своєї однокурсниці.

## Сюжет
Заклик до розкріпачення жінок Сходу. Дія відбувається в перші роки радянської влади. Правовірний мусульманин мулла Ганієв, після смерті дружини вирішує одружитися на сестрі померлої. Юна красуня Айша, що покохала студента-комсомольця Шакіра, повинна стати третьою дружиною старого мулли. В першу ж шлюбну ніч Айша тікає з дому Ганієва, але по дорозі втомленою і змученою дівчиною насильно оволодіває багатий комірник Абдулла, через деякий час вона стає матір'ю. Айша пише листа Шакіру і звертається за допомогою до жінвідділу. Отримавши місце вчительки в початковій школі, вона влаштовує дитину в дитячі ясла. Абдулла і Ганієв, кожен по своєму, домагаються її звільнення. Шакір, який закінчив Саратовський університет, повертається на батьківщину, одружується на коханій і усиновляє її дитину.

## У ролях
- Валентина Баранова —  Айша
- Антоніна Шац —  Фатьма, її сестра
- Борис Новиков —  Ганієв, мулла
- Сергій Шишко —  Шакір, студент
- Іван Худолеєв —  Абдулла
- Петро Кузнецов —  Якуб Салімов, садівник
- М. Хвалинська —  Зуліка, дружина садівника
- Ірина Володко — епізод
- Олексій Богдановський — епізод
- Анатолій Нелідов — епізод

## Знімальна група
- Режисери — В'ячеслав Вісковський, Юрій Музикант
- Сценарист — Олександр Балагін
- Оператор — Фелікс Штерцер